# Ибрагим Адилшах II на ястребиной охоте
«Ибрагим Адилшах II на ястребиной охоте» — картина в стиле живописи Декана, созданная персидским художником Фаррухом Беком в начале 1590-х годов. На ней изображён Ибрагим Адил-шах II, правитель Биджапурского султаната, в образе молодого человека, едущего на лошади по лугу. Работа находится в Институте востоковедения Российской академии наук в Санкт-Петербурге.

## Предыстория
На картине изображён Ибрагим Адил-шах II, султан Биджапурского султаната. Персидская надпись на картине в переводе означает: «Это работа Фаррух Бека». Бек был персидским художником, известным своими работами при дворе Моголов. Он провёл несколько лет в Биджапуре под покровительством султана. Эта работа была написана во время пребывания Бека в Биджапуре. Это следует из того факта, что на надписи в правом верхнем углу Адил-шах назван каганом, а не ханом, как его именовали при дворе Моголов.
Картина датируется примерно 1590–1595 гг. Эта дата также подтверждается тем фактом, что султан ещё не отрастил бороду. Это было примерно в то время, когда Бек только переехал в Биджапур, и поэтому это считается одной из его первых работ в королевстве.

## Описание
Главный персонаж — Ибрагим Адил-Шах II, едущий на лошади по лугу с ястребом на запястье. Он одет в розовую джаму с золотым кацебом в деканском стиле. У белой лошади ноги окрашены в красный цвет. Драгоценные камни украшают её сбрую, а седло украшено витиеватым узором. Ястреб, султан и лошадь смотрят влево, как будто они увидели что-то в этом направлении.
На заднем плане видны голубоватые скалы с различными существами, включая шакалов, фазанов и журавлей, появляющимися из них. За ними — золотой горизонт.
Надпись в правом верхнем углу переводится как: «Портрет великого кагана Ибрагима Адил-шаха». Б. Н. Госвами отмечает, что правители Биджапура не могли претендовать на звание каганов из-за присутствия империи Моголов на севере Индии. Поэтому он утверждает, что название, в преувеличенном стиле поэтов, должно было отражать скорее сон, чем реальность. Это соответствует мечтательному пейзажу картины.